# T-1 (kérosène)
Pour les articles homonymes, voir T1.

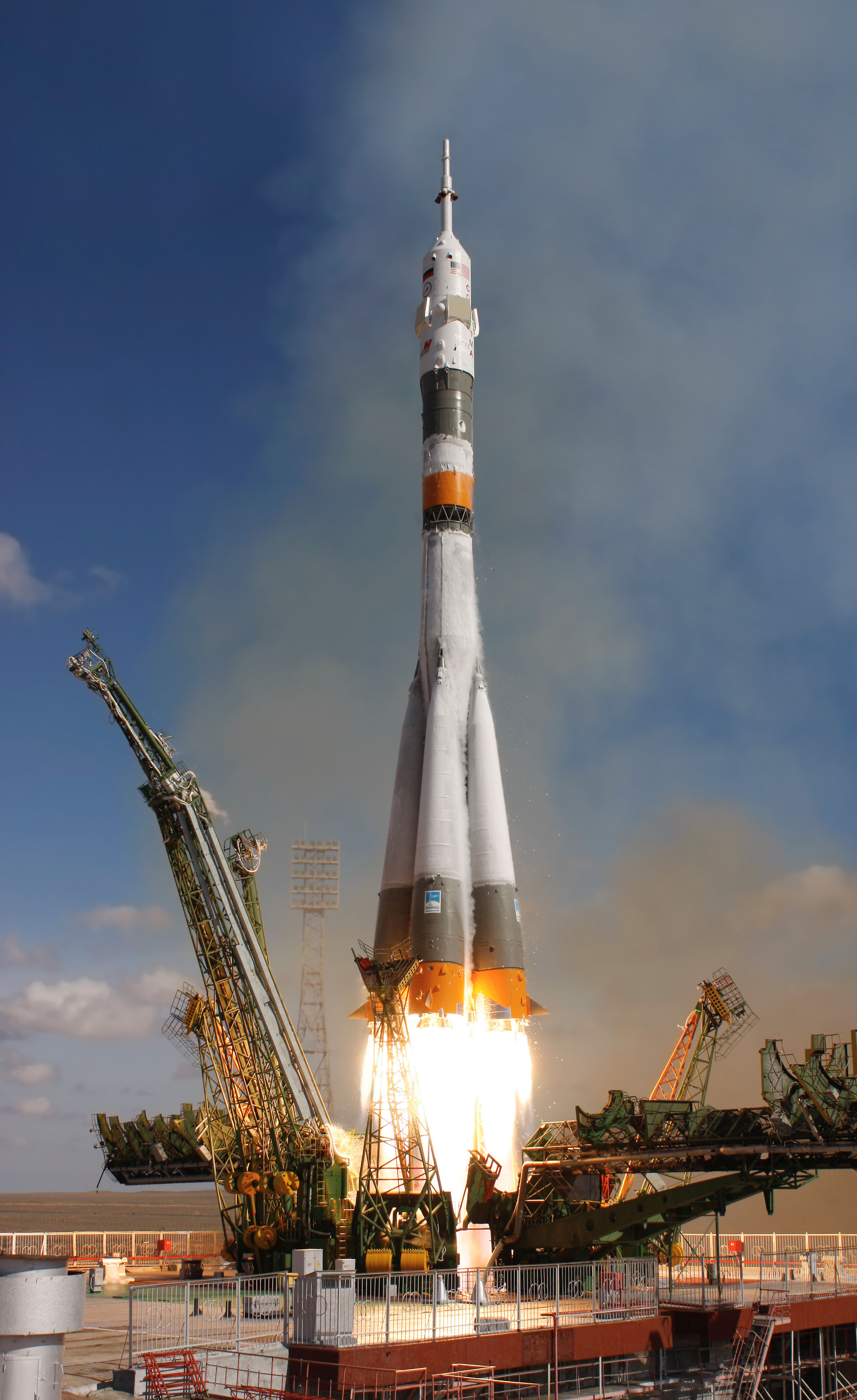
Décollage de la mission Soyouz TMA-13, à bord d'un lanceur Soyouz-FG brûlant du kérosène T-1 et du dioxygène liquide

Le T-1 (russe : Т-1) est un grade de kérosène développé par l'Union Soviétique initialement pour le secteur aéronautique, avant d'être également utilisé dans le domaine spatial. Brûlé avec du dioxygène liquide, il est aujourd'hui toujours utilisé sur certains lanceurs spatiaux russes, bien que son utilisation tend à décroître. Il correspond à la norme gouvernementale russe GOST 10227-86, dérivée en 5 grades de kérosènes de qualités différentes, dont le T-1. Ce dernier, développé en RSS d'Azerbaïdjan, est désormais spécifiquement extrait des champs de pétrole d'Anastasiévsko-Troïtskoïé, dans le kraï de Krasnodar, en Russie. La production de kérosène T-1 est très limitée, réservée uniquement à ses quelques applications au domaine aéronautique et spatial.

## Propriétés
Le grade T-1 est un kérosène, c'est-à-dire un mélange d'hydrocarbures. Sa densité est d'environ 0,824 à 0 °C, se plaçant ainsi entre le RP-1 américain (densité de 0,81), et le grade RG-1 également utilisé en Russie (densité de 0,848, également à 0 °C). Le T-1 est extrait d'un pétrole qui présente une assez faible teneur en composants soufrés (≤ 0,1 % massique), et contient également une grande quantité d'acides naphténiques, et est par conséquent assez acide, et doit être soumis à plusieurs lavages pour être purifié de ces derniers. Mis-à-part ces lavages, le kérosène ne subit aucun traitement particulier après sa distillation, et est donc très brut, au contraire du grade RG-1 qui est lui lourdement traité et modifié. Le T-1 présente une assez grande quantité de composants hétéroatomiques (autres que le carbone), ce qui lui confère des propriétés anti-usure, et une bonne stabilité chimique, mais également une faible stabilité oxydative. Cette faible stabilité entraîne d'importants dépôts lors de la combustion, encrassant les tuyauteries, et réduisant la durée de vie des moteurs d'aviation de presque moitié.
Comme tous les kérosènes, le grade T-1 est toxique, pouvant provoquer des troubles du système nerveux s'il est ingéré, il est également irritant pour les muqueuses et voies respiratoires. En Russie, la concentration admissible dans l'air en zone de travail est de 300 mg.m−3.

## Historique et utilisations

### Développement
Le kérosène T-1, ainsi que les quatre autres grades développés en parallèle sous la norme GOST 10227-86 (TS-1, T-1S, T-2 et RT), furent mis au point en République Soviétique d'Azerbaïdjan durant les années 50, par l'Institut des procédés pétrochimiques Mammadaliyev, faisant partie de l'Académie nationale des sciences d'Azerbaïdjan, aidé par le service de chimie du ЦИАМ (ru) russe, l'Institut central pour le développement des moteurs d'aviation. Les cinq grades de kérosène alors développés étaient les premiers grades domestiques standardisés de l'URSS, destinés à être majoritairement utilisés par l'aviation pour le vol subsonique. Toutefois, leur utilisation en vol supersonique était également possible, sur de courtes durées, bien que l'usage d'autres grades spécifiques, comme le T-6 ou le T-8V fût privilégié.
Le pétrole nécessaire à la réalisation du kérosène T-1 fut initialement extrait des champs de pétroles de Bakou, aujourd'hui en Azerbaïdjan, et d'Anastasiévsko-Troïtskoïé (russe : Анастасиевско-Троицкое), dans le kraï de Krasnodar, aujourd'hui en Russie. Après la chute de l'URSS, c'est ce dernier qui devint le seul champ utilisé pour la production du T-1. Il est aujourd'hui raffiné par Krasnodarèconetft (ru) (russe : Краснодарэконефть), seul producteur de T-1 au monde,.

### Utilisation en aéronautique

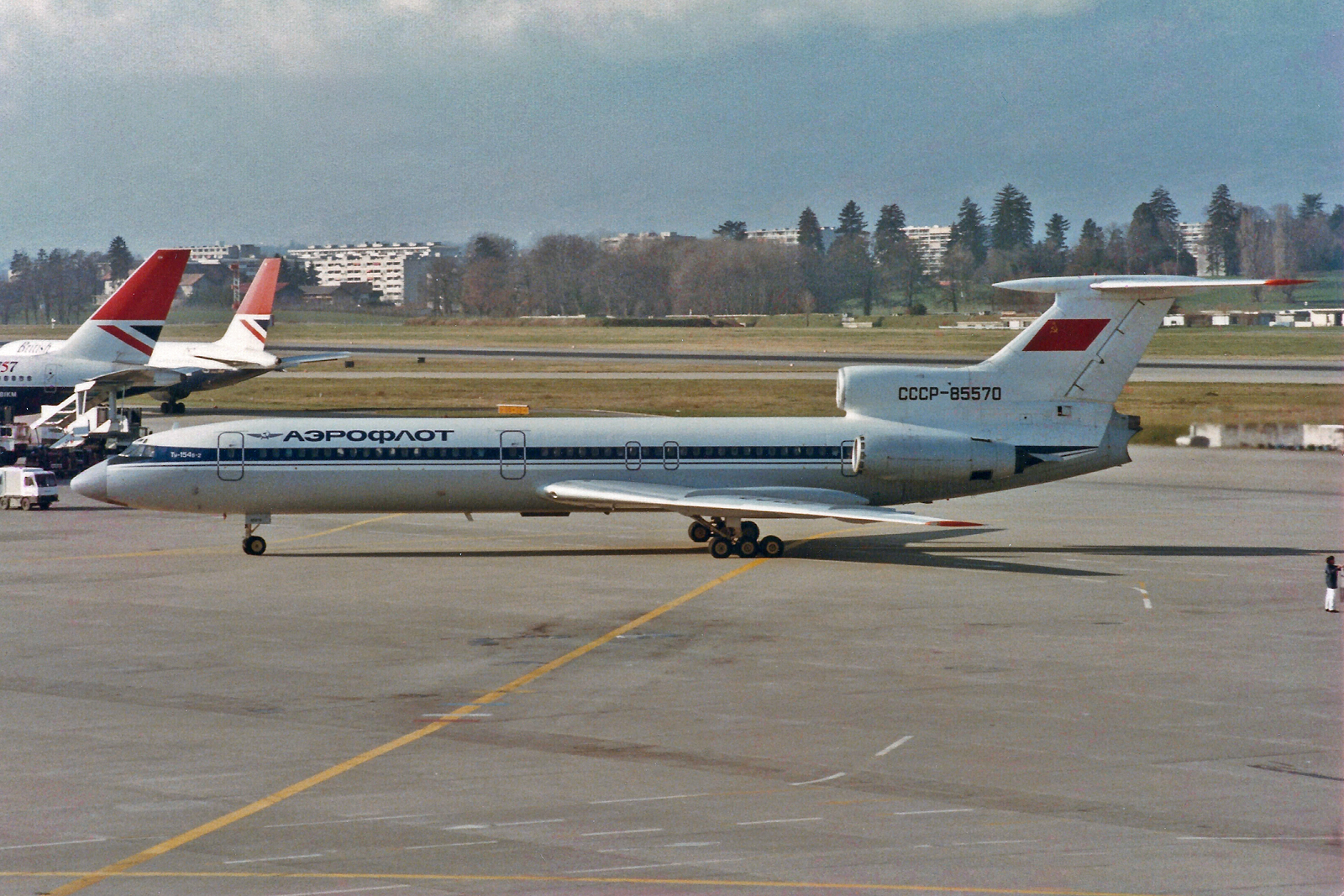
Tupolev Tu-154, ayant utilisé du kérosène T-1

Le kérosène T-1, ainsi que les autres grades développés parallèlement, furent initialement destinés à une utilisation dans le domaine aéronautique. Ainsi, c'est le T-1 qui fut choisi comme carburant de moteurs, comme le NK-8, qui équipa de nombreux avions soviétiques subsoniques, dont le Tu-154, l'Il-62, ou le moteur Soloviev D-30, équipant plusieurs aéronefs, comme l'Il-76, le Su-47 ou le A-50. Toutefois, ce kérosène montra rapidement ses limites, bien qu'étant très peu cher, il réduit notoirement la durée de vie des moteurs à cause des dépôts formés sur la tuyauterie. Le T-1 fut peu-à-peu remplacé par d'autres grades dégradant moins les moteurs, son usage en aéronautique restant ainsi assez secondaire, au contraire de l'aérospatial, où il joua, et joue toujours, un rôle central dans le secteur spatial soviétique, puis russe.

### Introduction dans le secteur aérospatial

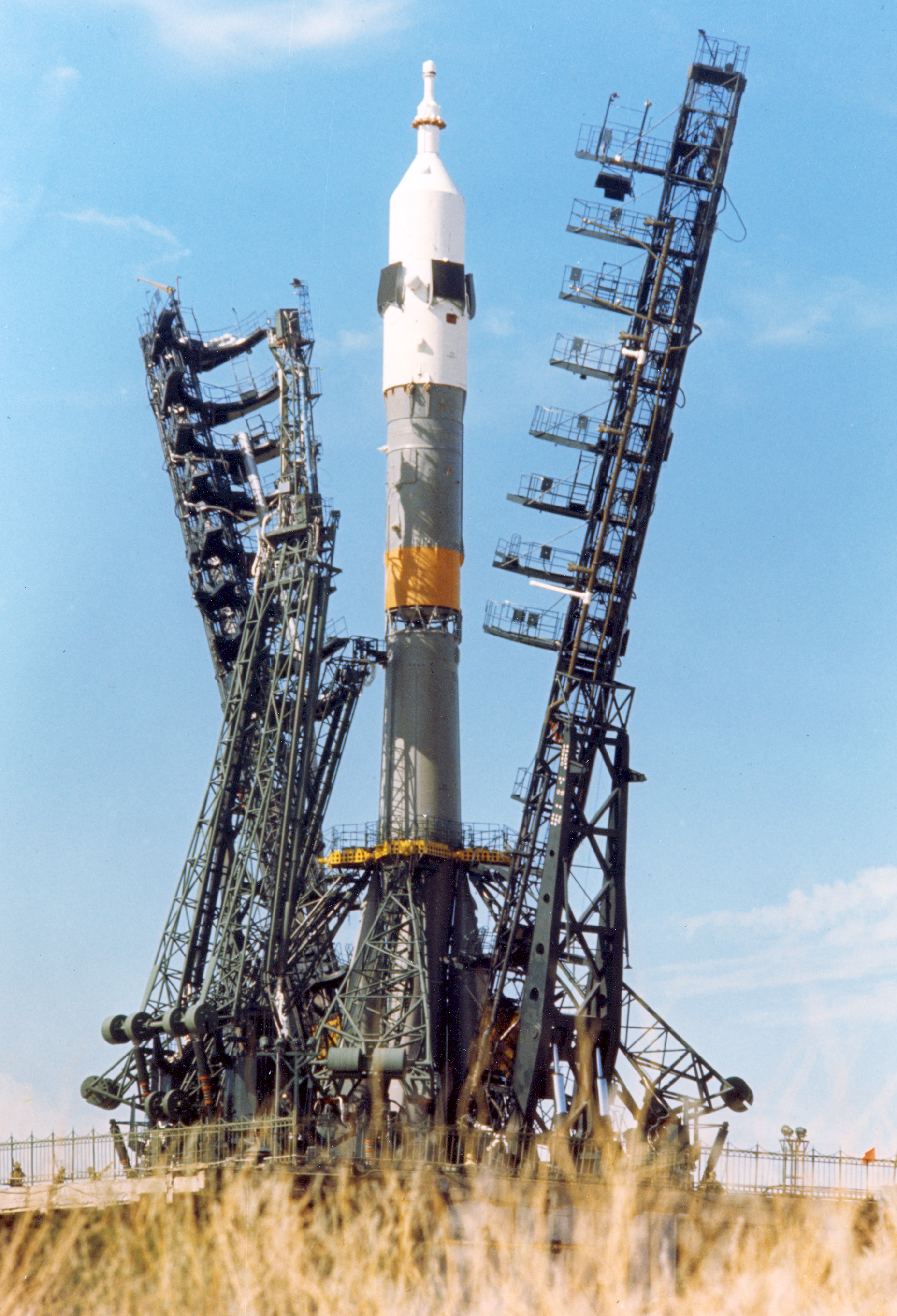
Lanceur Soyouz-U sur le pas-de-tir

Le kérosène T-1 fut sélectionné comme carburant dans les années 50 par Valentin Glouchko, alors responsable du développement de la motorisation du premier missile intercontinental de l'Union Soviétique, le missile R-7, équipé de ses moteurs RD-107 et RD-108. Ce missile deviendra le premier missile aux capacités intercontinentales de la planète, lors de son vol inaugural, le 15 mai 1957. L'utilisation en tant que missile du R-7 ne durera pas, puisque sa version améliorée, le R-7A, est retirée du service 10 ans plus tard, en 1967. La principale raison de cet abandon rapide est l'utilisation du mélange T-1 et dioxygène liquide. Ce dernier doit être stocké à de très basses températures pour pouvoir être maintenu à l'état liquide, et le missile ne peut donc pas voir ses réservoirs êtres préremplis, augmentant ainsi considérablement le temps nécessaire à son lancement. Il sera préféré au R-7 d'autres missiles utilisant eux des ergols hypergoliques, pouvant être stockés à température ambiante dans les réservoirs.
Le R-7 connaîtra toutefois une tout autre destinée, quand il sera décidé de l'adapter pour le transformer en lanceur orbital. Plusieurs versions seront développées au fil des années, utilisant toutes comme carburant le kérosène de grade T-1, dont les lanceurs Spoutnik (qui envoya le premier satellite en orbite), Vostok (qui envoya le premier être humain en orbite), Voskhod, Molniya ou encore Soyouz-U, version ayant effectuée plus de 780 vols.
Le missile R-7 et ses dérivés restent toutefois des cas presque uniques de l'utilisation du kérosène T-1 dans le cadre de vols orbitaux, en effet, comme pour son utilisation en aéronautique, le T-1 montre rapidement ses limites. S'il est peu cher, peu toxique, et disponible en grande quantité, les composés soufrés qu'il contient provoquent des dépôts sur les surfaces des tuyauteries. De plus, le T-1 est un assez mauvais caloporteur, ces deux facteurs compliquant de fait l'utilisation de ce kérosène pour le refroidissement régénératif (en) des moteurs. L'utilisation de ce grade est donc limité aux moteurs à cycle générateur de gaz, possédant une pression relativement faible en chambre de combustion (≤ 70 kgf.cm2).
Il fut ainsi rapidement décidé le développement d'un nouveau grade de kérosène, mieux adapté à des moteurs plus puissants, le RG-1, parfois surnommé « naphtyle », un kérosène auquel des polymères sont ajoutés, afin d'accroître sa densité (0,848 contre 0,824 pour le T-1, à 0 °C), et ses performances. C'est ce nouveau grade qui fut choisi sur les autres lanceurs soviétiques puis russes utilisant du kérosène (Proton, sur son étage supérieur Bloc D, le lanceur lunaire N-1, Zenit, les blocs latéraux d'Energuia ou Angara). Dans les années 70, Soyouz-U, et les autres fusées dérivées du missile R-7 sont les seuls lanceurs orbitaux soviétiques à utiliser le grade T-1. Il avait ainsi été envisagé d'uniformiser les kérosènes, et de transférer ces lanceurs au grade RG-1, plusieurs essais ayant alors été réalisés sur des moteurs RD-107 de Soyouz-U modifiés. Bien que les essais n'aient pas rencontré de problèmes techniques, aucune amélioration de l'impulsion spécifique des moteurs n'a été notée. Le RG-1 étant plus cher, et préparé uniquement pour ses applications aérospatiales, décision fut prise d'abandonner cette transition, le grade T-1 continuant ainsi d'être utilisé sur ces lanceurs.

### Remplacement partiel par la syntine

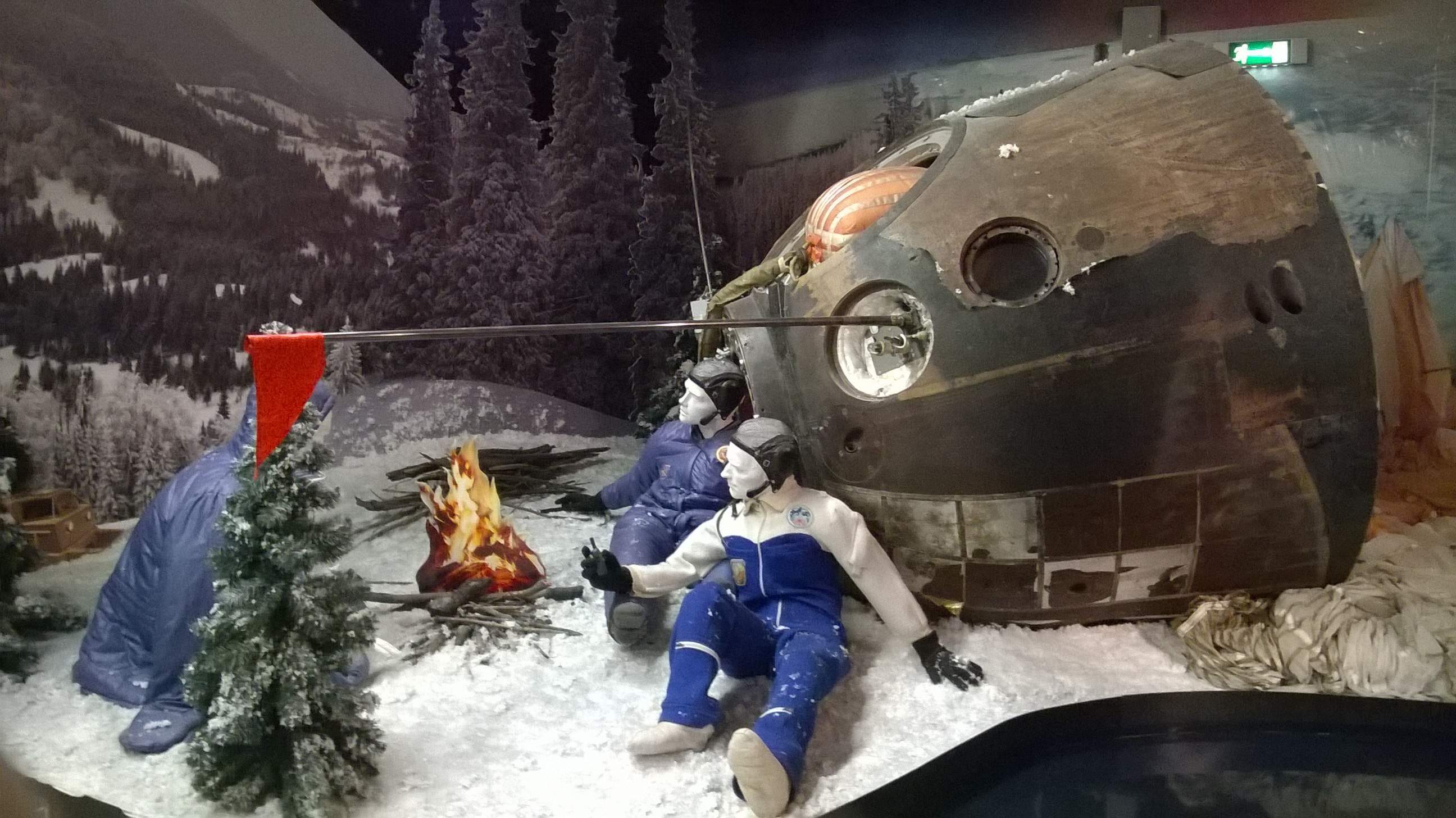
Capsule de descente du vaisseau Soyouz TM-7, lancé sur Soyouz-U2

Dans les années 70, le programme de vol habité soviétique se développe, avec notamment l'entrée en service du vaisseau Soyouz-T, version améliorée du vaisseau initial, désormais notamment capable d'emporter trois cosmonautes en combinaison Sokol en orbite, et comprenant désormais des panneaux solaires, au lieu des batteries jusqu'alors exclusivement utilisées, augmentant de fait son autonomie. En effet, depuis l'accident de la mission Soyouz 11, les cosmonautes se doivent de voyager dans leur vaisseau en portant une combinaison les protégeant en cas de dépressurisation, ce qui obligea de réduire l'équipage à deux personnes au maximum. Le défaut de cette nouvelle version est sa masse plus importante, passant d'environ 6 850 kg à 7 020 kg. Cela contraint fortement le lanceur Soyouz-U alors utilisé pour les vols habités, qui n'est capable d'envoyer une telle charge que vers une orbite très basse, au-dessous de 300 kilomètres.
Il est ainsi décidé le développement d'une nouvelle version, baptisée Soyouz-U2, qui permettrait de s'affranchir de ces limitations. Au lieu de changer l'architecture du lanceur, le choix est fait de modifier le carburant utilisé par le Bloc A du lanceur (l'étage central), propulsé par un moteur RD-118. Le kérosène T-1, assez peu efficace, est ainsi remplacé par la syntine (1,2-dicyclopropyl-1-méthylcyclopropane), une molécule synthétique, présentant d'excellentes performances comparées à celles du T-1, et même à celles du RG-1, l'autre grade de kérosène utilisé sur les lanceurs soviétiques. Par exemple, la syntine présente une densité de 0,85, contre 0,819 pour le kérosène T-1, à 20 °C. Aidée par ce nouveau carburant, cette nouvelle version peut ainsi lancer 275 kg de plus que la Soyouz-U initiale. Le premier vol de démonstration Soyouz-U2 eu lieu le 23 décembre 1982, le premier vol habité survint 2 ans plus tard, lors de la mission Soyouz T-12.
La syntine fut également utilisée sur quelques vols du Bloc D, étage supérieur du lanceur Proton, jusqu'à la fin des années 90, et sur la navette spatiale Bourane, en remplacement du kérosène de grade RG-1. Malgré des débuts prometteurs, l'utilisation de la syntine ne sera jamais généralisée à l'ensemble des étages du lanceur Soyouz, ni à d'autres lanceurs. En effet, son coût élevé, son utilisation spécifique au secteur aérospatial, et sa synthèse assez complexe comparée à la simple production de kérosène limita son déploiement. La crise économique suivant la chute de l'URSS mis en faillite en 1994 la compagnie produisant la syntine, la PO Salavatnefteorgsintez (ru) (russe : Салаватнефтеоргсинтез), qui était la seule société produisant de la syntine de manière industrielle au monde, ce qui stoppa tout approvisionnement pour le lanceur Soyouz-U2. Il fut décidé de reporter tous les vols non habités sur le lanceur Soyouz-U classique, qui continuait d'être exploité en parallèle. Le 3 septembre 1995, le dernier lanceur Soyouz-U2 décolla pour la mission Soyouz TM-22, les stocks de syntine n'étant plus suffisants pour continuer les vols. Le dernier exemplaire de Soyouz-U2 construit sera lancé quelques mois plus tard sans syntine, comme une Soyouz-U classique, le kérosène T-1 retrouvant ainsi sa place de grade spécifique au lanceur.
L'arrêt du lanceur Soyouz-U2 replaça au-devant de la table le problème de capacité d'emport du lanceur Soyouz-U pour les vols habités, problème qui ne sera réglé qu'en 2001 avec l'introduction de la version Soyouz-FG, possédant des têtes d'injections améliorées, permettant une augmentation de 300 kg de la capacité d'emport par rapport à la version précédente, tout en conservant l'utilisation du kérosène T-1, peu cher, et disponible en grandes quantités. La syntine ne fut pas le seul carburant de synthèse développé durant cette période, les chimistes soviétiques s'intéressant à bien d'autres substances, dont le boktane, qui aurait dû permettre d'atteindre des performances comparables à celles de la syntine, en réduisant son coût, et sa complexité de fabrication. Ces développements n'atteignirent jamais le stade opérationnel à la suite de la crise économique suivant la chute du pays.

### Introduction du grade RG-1 sur les lanceurs Soyouz

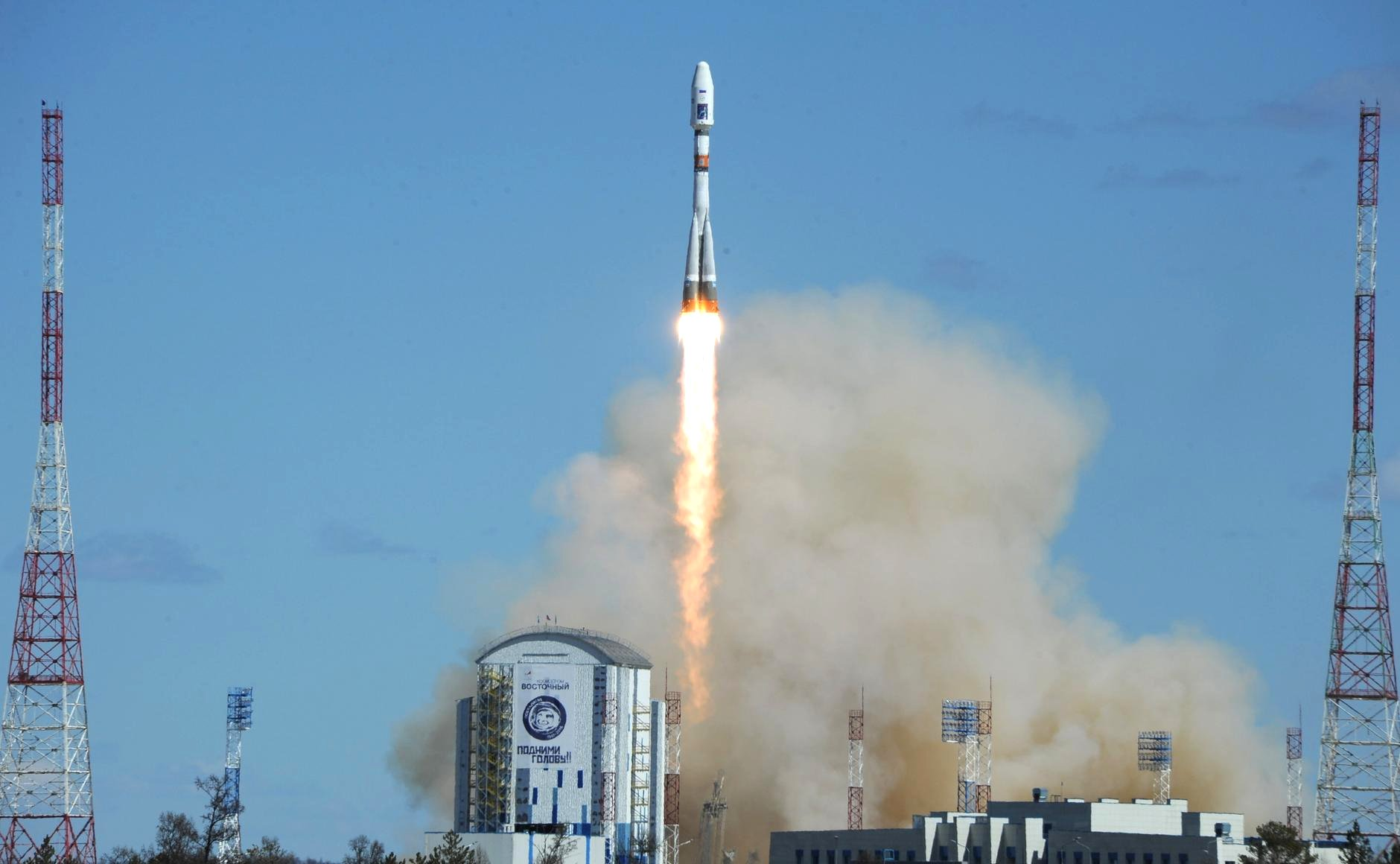
Décollage d'un lanceur Soyouz-2.1a depuis le nouveau cosmodrome de Vostotchnyi

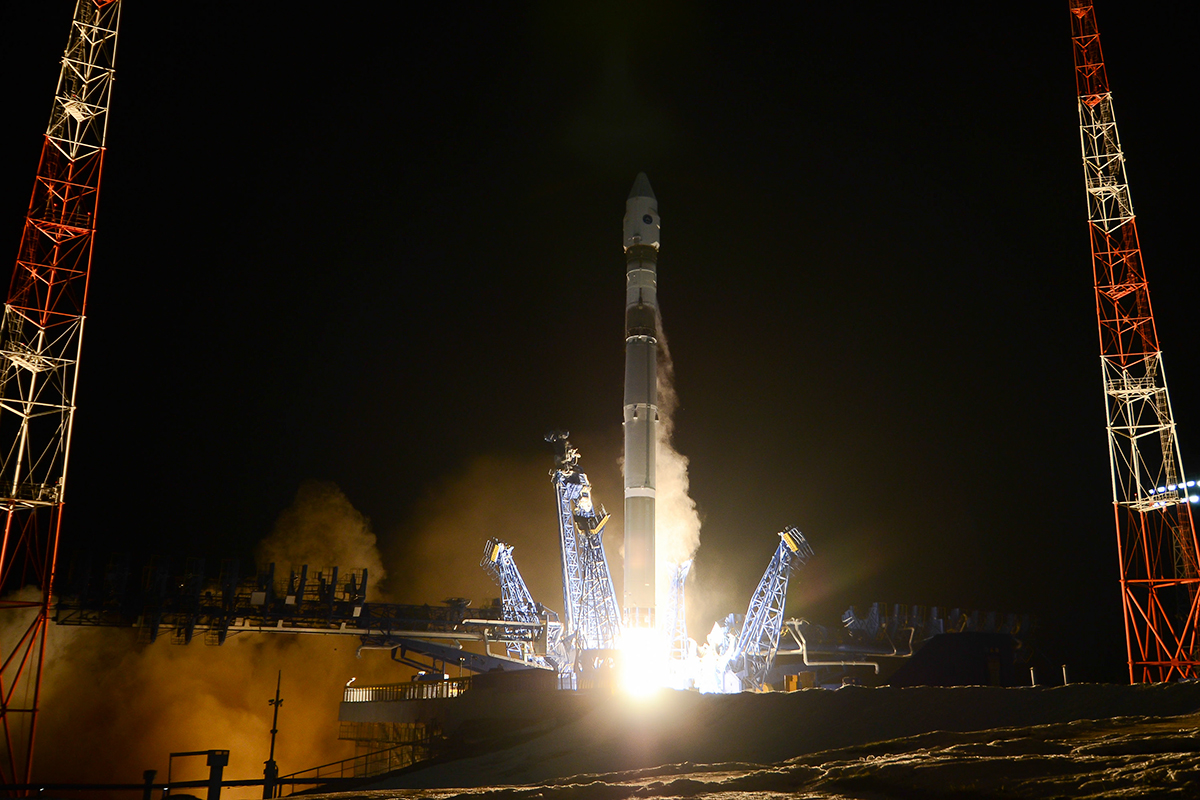
Décollage d'un lanceur Soyouz-2.1v depuis le cosmodrome de Plesetsk

Durant les années 90 et le début des années 2000, la nouvelle fédération de Russie se concentre sur le développement d'une version améliorée, et moderne de leur lanceur phare Soyouz, qui permettra à terme une mise à la retraite des quelques versions qui étaient alors en service simultanément (Soyouz-U, Soyouz-FG, Molniya). Ce nouveau lanceur, dénommé Soyouz-2, possède notamment des contrôles de vol entièrement numériques, permettant une plus grande stabilité et une meilleure précision durant le vol, autorisant ainsi l'emploi de coiffes plus larges, pour emporter des satellites plus volumineux. Cette nouvelle version sera déclinée en plusieurs sous-versions. Les lanceurs Soyouz-2.1a et ST-A reprennent l'architecture générale de Soyouz-FG, avec notamment l'utilisation sur le troisième étage du moteur RD-0110, utilisé depuis les années 60. Ces deux versions utilisent du kérosène de grade T-1 sur tous leurs étages, comme les versions précédentes.
Les versions Soyouz-2.1b et ST-B diffèrent notoirement par le moteur du troisième étage (le Bloc I), utilisant désormais un moteur RD-0124, nouvellement développé. Ces versions possèdent une capacité d'emport grandement améliorée comparées à celles de Soyouz-2.1a et ST-A (environ 1 200 kg supplémentaires vers l'orbite basse), notamment grâce à ce nouveau moteur, développé pour servir à la fois sur le programme de lanceurs Angara de nouvelle génération, ainsi que sur Soyouz. C'est un moteur à cycle à combustion étagée, plus efficace que les moteurs à cycle générateur de gaz précédemment utilisés sur les lanceurs Soyouz. Le kérosène de grade T-1, adapté uniquement pour cette dernière catégorie de moteurs, ne peut donc pas être utilisé pour le RD-0124. Il sera ainsi décidé d'utiliser à la place du kérosène de grade RG-1, déjà utilisé sur les autres lanceurs russes fonctionnant au kérosène, présentant de bien meilleures performances. Les étages inférieurs du lanceurs continueront toutefois d'utiliser du kérosène T-1 standard, seul le Bloc I diffèrera. Le premier vol d'un lanceur Soyouz-2 équipé de ce nouveau moteur, et de kérosène RG-1, eu lieu le 27 décembre 2006.
En 2013, une nouvelle version légère entre en service, Soyouz-2.1v, présentant une architecture s'éloignant complètement de l'architecture historique des lanceurs Soyouz, sans filiation directe. Les blocs inférieurs, fonctionnant grâce aux moteurs RD-107/108 historiques ont ainsi été remplacés par un unique étage, fonctionnant lui avec un moteur à combustion étagée NK-33A, moteurs construits par dizaines pour le programme lunaire habité soviétique, avant d'être remisés. Le Bloc I est lui similaire à celui utilisé sur Soyouz-2.1b, et utilise le nouveau moteur RD-0124, fonctionnant au grade RG-1.

### Remplacement progressif par le grade RG-1
Malgré l'introduction de versions utilisant partiellement le grade RG-1, l'utilisation du kérosène T-1 persiste sur Soyouz, notamment pour des raisons financières. Toutefois, le champ pétrolier d'où est extrait le T-1 se tarit peu-à-peu, forçant l'agence spatiale russe à entamer une transition totale des lanceurs Soyouz vers le grade RG-1. En mars 2019, Rostec annonça l'achèvement des essais moteurs des RD-107A et RD-108A, équipant les blocs inférieurs du lanceur, fonctionnant au nouveau grade RG-1,. Fin 2021, il fut annoncé que le cosmodrome de Vostotchnyi, dans l'Extrême-Orient russe, allait entamer une transition globale vers le grade RG-1, la première Soyouz dérivant du missile R-7 historique n'utilisant que ce grade de kérosène décolla le 22 octobre 2022,. 
À ce jour, les cosmodromes de Baïkonour, Plesetsk et le pas-de-tir du centre spatial guyanais n'ont pas entamé de transition complète vers le grade RG-1, les Soyouz décollant de ces bases continuant à utiliser le kérosène T-1.